# American Hardcore
American Hardcore ist ein dokumentarischer Independentfilm aus dem Jahr 2006, der die erste Generation der US-amerikanischen Hardcore-Szene wiedergibt.

## Inhalt
Mit zahlreichen Amateur-Konzertaufnahmen und Interviews mit Szenegrößen porträtiert der von Steven Blushs gleichnamigem Buch inspirierte Film die frühe amerikanische Hardcore-Szene. Dabei stellt er eine Verbindung her zwischen der repressiven Politik der Reagan-Ära und dem antiautoritären, teilweise explizit politischen Charakter dieser Subkultur. Der Film beleuchtet verschiedene Aspekte der Bewegung, so die DIY-Ethik und Straight Edge, aber auch die Gewalt auf Konzerten.
Der Film lässt zahlreiche Protagonisten der frühen Hardcore-Szene zu Wort kommen, unter anderem Ian MacKaye (Teen Idles, Minor Threat, Fugazi), Henry Rollins (S.O.A., Black Flag), Dave Smalley (DYS, Dag Nasty), Phil Anselmo (Pantera), Jimmy Gestapo (Murphy’s Law) und Moby, der damals bei der Hardcoreband Vatican Commandos Gitarre spielte. Im Wechsel mit den Interviews zeigt American Hardcore zudem eine große Zahl von Live-Aufnahmen von Bands wie den Bad Brains, Black Flag, Minor Threat, MDC, den Untouchables und anderen.

## Entstehungsgeschichte
Autor Blush und Filmemacher Rachmann kannten sich bereits seit den frühen 1980er-Jahren, als beide in verschiedenen lokalen Hardcore-Szenen aktiv waren. Rachmann filmte zu dieser Zeit in Boston schon Material, das später in American Hardcore zum Einsatz kam.

## Soundtrack
Zum Film erschien auf Rhino Records ein Soundtrack mit 26 Titeln von 26 zeitgenössischen Bands.
| Track | Band                   | Titel                    |
| ----- | ---------------------- | ------------------------ |
| 1     | Black Flag             | Nervous Breakdown        |
| 2     | The Middle Class       | Out Of Vogue             |
| 3     | Bad Brains             | Pay To Cum               |
| 4     | D.O.A.                 | Fucked Up Ronnie         |
| 5     | Circle Jerks           | Red Tape                 |
| 6     | Minor Threat           | Filler                   |
| 7     | MDC                    | I Remember               |
| 8     | Untouchables           | Nic Fit                  |
| 9     | Gang Green             | Kill A Commie            |
| 10    | The Freeze             | Boston Not L.A.          |
| 11    | Jerry’s Kids           | Straight Jacket          |
| 12    | SSD                    | Point                    |
| 13    | Void                   | Who Are You?/Time To Die |
| 14    | Scream                 | Came Without Warning     |
| 15    | Negative Approach      | Friend Or Foe            |
| 16    | Articles of Faith      | Bad Attitude             |
| 17    | Die Kreuzen            | Think For Me             |
| 18    | Battalion of Saints    | My Minds Diseased        |
| 19    | 7 Seconds              | I Hate Sports            |
| 20    | Big Boys               | Brickwall                |
| 21    | Really Red             | I Was a Teenage Fuckup   |
| 22    | Adolescents            | I Hate Children          |
| 23    | YDI                    | Enemy For Life           |
| 24    | Dirty Rotten Imbeciles | Runnin' Around           |
| 25    | Cro-Mags               | Don't Tread On Me        |
| 26    | Flipper                | Ha Ha Ha                 |

## Rezeption
Das Intro-Magazin stellte heraus, dass die Hardcoreszene in den 1980er-Jahren unabhängig von Einflüssen der Musikindustrie politische und gesellschaftliche Werte herausgebildet habe, die erst in den 2000er-Jahren im Mainstream angekommen seien, und urteilte, American Hardcore käme (2006) „zur rechten Zeit“, um in einem Klima von „neuer Religiosität, Innerlichkeit und Neokonservatismus“ aufzuzeigen, dass „es durchaus möglich ist, aus Wut, Protest und Negation eine positive Kraft zu ziehen“.